# Протисты
Проти́сты (лат. Protista, от др.-греч. πρώτιστος: самый первый, первейший), также протоктисты (лат. Protoctista), — парафилетическая группа, к которой относят все эукариотические организмы, не входящие в состав животных, грибов и растений. Название введено Эрнстом Геккелем в 1866 году, однако в современном понимании его впервые использовал в 1969 году Роберт Уиттекер, автор «системы пяти царств». Традиционно протистов подразделяют на три группы простейших, водоросли (Algae) и грибоподобные организмы; все эти группы имеют полифилетическую природу и не используются в качестве таксонов. В 1998 году Томас Кавалье-Смит разделил протистов на два царства Протозоа (Protozoa) и Хромисты (Chromista).
Как и многие другие группы, выделенные по «остаточному принципу», протисты не обособляются по каким-либо положительным характеристикам. Как правило, протисты — одноклеточные организмы, хотя многие из них способны образовывать колонии; для ряда представителей характерно многоклеточное строение, иногда достигающее сложной организации (например, у некоторых бурых водорослей).

## Строение и жизненные циклы
Как правило, протисты обладают микроскопическими размерами и обитают в воде, влажной почве либо внутренних жидкостях других организмов. Форма клеток весьма разнообразна — от неопределённой (как у амёбы) до удлинённой, обтекаемой, веретеновидной (трипаносома), некоторые имеют наружную раковину (фораминиферы), а живущие в толще воды — причудливые выросты.
Тело большинства простейших состоит из одной клетки, содержащей одно или несколько ядер. У одних тело одето лишь тончайшей мембраной, у других помимо клеточной мембраны развит ряд структур, образующих вместе с мембраной более или менее толстую оболочку, обычно эластичную — пелликулу. Цитоплазма может быть условно разделена на наружную (эктоплазму, плазмагель) и внутреннюю (эндоплазму, плазмозоль), различимые под микроскопом.
Протисты способны передвигаться с помощью ложноножек, жгутиков или ресничек, реагируют на различные раздражения (фототаксис, хемотаксис, термотаксис и др.). Питаются протисты мельчайшими животными, растительными организмами и гниющими органическими веществами, паразитические формы обитают на поверхности тела, в полостях тела или тканях организмов своих хозяев. Пути поступления пищи в организм клетки также различны: пиноцитоз, фагоцитоз, осмотический путь, активный перенос веществ через мембрану. Поступившую пищу они переваривают в пищеварительных вакуолях, заполненных пищеварительными ферментами. Некоторые из них, имеющие фотосинтезирующих внутриклеточных симбионтов — хлорелл или хлоропласты (например, эвглены) способны синтезировать органическое вещество из неорганических веществ с помощью фотосинтеза.
Газообмен у протистов осуществляется всей поверхностью тела осмотическим путём; выделение продуктов обмена веществ и избытка воды происходит через поверхность тела, а также с помощью специальных периодически образующихся сократительных (или пульсирующих) вакуолей. Вакуолей бывает одна или несколько.
Размножение происходит бесполым и половым путём в зависимости от условий существования. При бесполом размножении сначала ядро делится на две или несколько частей, а затем делится цитоплазма на две (равные или неравные) или много частей (соответственно числу вновь образовавшихся ядер). В результате из одного организма образуется два (одинаковых или неравных по величине) или несколько новых организмов. При половом размножении две равные или различные по величине и строению (мужская и женская) особи сливаются друг с другом, образуя зиготу, которая затем начинает размножаться бесполым путём. Иногда между двумя особями происходит обмен частью ядер при соприкосновении особей. Это называется половым процессом, так как образования зиготы не наблюдается (в отличие от полового размножения).
При неблагоприятных условиях протисты способны образовывать цисты: их тело округляется и покрывается толстой оболочкой. В таком состоянии они могут находиться долгое время. При благоприятных условиях протисты покидают оболочку и переходят к подвижному образу жизни. Также циста способствует распространению протистов при помощи ветра, птиц и других внешних факторов.

## Классификация
Протистов традиционно делили на группы по схожести с вышестоящими царствами.
Животноподобные протисты в большинстве своём одноклеточные, подвижные, питающиеся при помощи фагоцитоза (хотя есть и исключения). Обычно они имеют размеры всего 0,01—0,5 мм, как правило слишком малы для наблюдений без микроскопа. Они повсеместно распространены в водяных средах и почвах, обычно переживают сухие периоды в форме цист или спор. Именно к этому типу относятся некоторые общеизвестные паразиты. Протисты делятся на группы по способам перемещения:
- Саркомастигофоры способны к передвижению с помощью жгутиков или псевдоподий (ложноножек), иногда оба способа используются совместно. Условно разделяют на две подгруппы — Жгутиковые и Саркодовые. К жгутиковым традиционно относили и многих фотосинтезирующих протистов (эвглену, хламидомонаду и др.), которых ботаники уже тогда относили к разным отделам водорослей.
- Инфузории (Ciliophora) — с большим количеством ресничек, например, Инфузория-туфелька
- Споровики (Sporozoa) — неподвижные или двигающиеся за счёт особого «скользящего» движения паразиты, имеющие особый аппарат проникновения в клетку — например, малярийный плазмодий (Plasmodium); многие способны к образованию спор.

«Растениевидные» протисты могут питаться за счёт фотосинтеза. Сюда входят многие одноклеточные, такие как эвглена, которые приобрели хлоропласты путём эндосимбиоза, Paramecium bursaria, внутри клеток которой находятся симбиотические зоохлореллы, и многие другие. К протистам также традиционно относят многоклеточные зелёные, красные и бурые водоросли.
Существуют также грибоподобные протисты: слизевики, или миксомицеты, проводящие часть жизненного цикла в виде многоклеточных плодовых тел, а также оомицеты и лабиринтулы. Последние два типа сближают с бурыми, золотистыми и диатомовыми водорослями, формирующими группу, называемую гетероконты (Heterokonta). Их можно рассматривать как отдельное царство Chromista, в таком случае оставшиеся протисты сформируют парафилетическое царство — простейшие (Protozoa).
Классификация протистов переживает период постоянных бурных изменений. Традиционные типы, за редкими исключениями, полифилетичны и часто пересекаются. Новые критерии классификации, в том числе основанные на данных биохимии и генетики, позволяют выделить монофилетичные группы. Тем не менее, понимание эволюционных взаимоотношений между протистами начало проясняться только в последнее время, и положение многих групп по-прежнему неоднозначно. 

## История появления таксона
Понятие «Протисты» впервые применено Геккелем в 1866 году для обозначения большой группы организмов («третьего царства»), которые не относились ни к животным, ни к растениям. В третье царство попали прокариоты, простейшие, водоросли, низшие грибы и некоторые низшие многоклеточные.
Идея установления особого царства протистов принадлежит Ричарду Оуэну. Это новое царство было установлено Геккелем в силу того соображения, что деление органической природы на два царства — животных и растений — представлялось ему искусственным и нелогичным, так как представители, занимающие низшие ступени этих обоих царств, соединены между собой непрерывными звеньями переходных организмов. По мере изучения морфологической организации и физиологических отправлений низших растений и животных, становилось всё труднее провести границу между обоими царствами природы. Результатом этого явилось то обстоятельство, что некоторые формы причислялись зоологами к животным, а ботаниками — к растениям, другими совершенно не занимались, а третьи, наконец, являлись совершенно загадочными, так как часть своей жизни проводили как типичные животные, а другую часть — как настоящие растения.
Установив царство протистов, Геккель предполагал, что они, равно как и различные типы животных и растений, возникли самостоятельно и отдельно друг от друга из низших форм — так называемых монер или «организмов без органов». Далее, он допускал, что среди протистов можно различать формы с преобладающими растительными или животными свойствами, являющиеся родоначальниками соответствующих царств, а также и так называемых нейтральных протистов со смешанными (растительными и животными) характерами. Искусственность этой новооснованной группы на тот момент представлялась очевидной, так как в её основу был положен не морфологический (одноклетность) и вытекающий из него генеалогический характер, а лишь простота организаций и неопределённость физиологии. Так, например, в эту группу не вошли Protococcoidea, то есть низшие одноклеточные растения (водоросли), в то время, как к ней были причислены более сложные многоклеточные — грибы (Fungi).
Вначале царство протистов встретило много приверженцев, ничего, однако, не сделавших для упрочения и дальнейшего развития этого учения, но затем постепенно с разных сторон стали представлять веские возражения против него, так что к началу XX века большинство учёных не признавало этого третьего промежуточного царства. Установление царства протистов увеличило затруднение биологов, так как не позволяло строго разграничить животных от растений с одной стороны и протистов — с другой. Тем не менее высказанные Геккелем теоретические соображения заинтересовали многих учёных, заставив их заниматься этими существами. Изменив несколько раз объём и состав царства протистов, Геккель в 1878 году предложил его очерк в окончательном виде. Он подразделил царство протистов на 14 групп или классов, при перечислении которых мы коснёмся подробнее тех, которые представляют особый научный интерес, а также будет указано, куда их относят в настоящее время:
1. Monera или дробянки, «организмы без органов», состоящие лишь из протоплазмы без ядра и снабжённые разнообразными органами передвижения, то есть псевдоподиями и жгутиками. К ним относились: протоамёба (отличающаяся от обыкновенной амёбы лишь отсутствием ядра), протомикса, вампирелла, батибий и другие, а также все бактерии. Эти безъядерные формы Геккель считал родоначальниками всего органического мира, то есть всех трёх царств, находя подтверждение в том мнимом факте, что будто бы всякий организм при своём развитии, то есть в стадии яйцеклетки, проделывает такую филогенетическую стадию, выражающуюся в исчезновении ядра и таким образом возвращается со стадии цитулы или клетки к стадии монерулы или монера. Более точные исследования в дальнейшем показали, что ядро никогда и ни у каких одноклеточных организмов не исчезает.
2. Lobosa или лопастные одноклеточные, состоящие из экто- и энтоплазмы организмы с ядром, голые или покрытые оболочкой или раковиной, вошли все в настоящее время в надкласс корненожек, сохраняясь в царстве протистов.
3. Gregarinae или грегарины, составляющие теперь группу типа споровиков, сохраняясь в царстве протистов.
4. Flagellata или жгутиконосцы определены в настоящее время как жизненная форма протистов.
5. Catallacta или посредники, одноклеточные организмы, образующие временные колонии, а затем, по распадении, живущие отдельно. Колонии — в виде свободно плавающих студенистых шаров, состоят из нескольких неделимых, соединённых тонкими отростками в центре шара, и снабжённых на поверхности мерцательными ресничками. Отдельные неделимые двигаются наподобие биченосцев, затем вроде амёб (при помощи псевдоподий) и, наконец, принимая шаровидную форму, инцистируются и делением образуют новую колонию. Причисляемая сюда Synura — типичный представитель синуровых водорослей, в настоящее время отнесена к царству хромистов.
6. Ciliata или ресничные. То же, что инфузории. Относимы к царству протистов.
7. Acinetae или ацинеты. Инфузории, относимы к царству протистов.
8. Labyrinthuleae или лабиринтуловые — комплексы неплотно соединённых, веретенообразных, снабжённых ядром клеток, передвигающиеся при помощи нитевидных псевдоподий. Размножаются делением на четыре в инцистированном состоянии. Причисляют к корненожкам.
9. Bacillariae, бациллярии или диатомовые водоросли. Причисляются теперь к царству хромистов.
10. Fungi или грибы были выделены в отдельное царство.
11. Myxomycetes или миксомицеты, простейшие грибы, в настоящее время представляют особую группу протистов.
12. Thalamophora или камерные — морские корненожки, снабжённые раковиной, вошли теперь в надкласс корненожек, сохраняясь в царстве протистов.
13. Heliozoa или солнечники, образуют теперь большую полифилетическую группу, включающую 8 таксонов хищных и всеядных амебоидных протистов.
14. Radiolaria, радиолярии или лучевики, относимы к царству протистов.

Позднее Геккель вернулся к аристотелевой системе двух царств, отнеся автотрофных протистов к растениям, а гетеротрофных — к животным.
Только в XX веке стало ясно, что протисты эволюционно гораздо ближе друг к другу, чем к животным и растениям, и царство протистов было возрождено в 1938 году Коуплендом, который, однако, включил в него и настоящие грибы. В современном понимании, как одно из 4 царств эукариот (наряду с растениями, животными и грибами), протисты были введены в систематику Уиттекером (Whittaker) в 1969 году. Подробным изучением протистов занимался Корлисс (Corliss), который включил в это царство простейших, водоросли и зооспоровые грибы.
Протисты представляют собой гетерогенную и сборную группу эукариот. Необходимость выделения протистов в единое царство живой природы обусловлено несколькими причинами:
- Исследования протистов начиная с 1960-х годов выявило гораздо большее, чем ранее считалось, разнообразие этой группы организмов. Например, уже в 1960-х годах традиционное деление простейших на 4 группы (амёбы, жгутиконосцы, инфузории, споровики) считалось весьма условным. Солнечники и фораминиферы только с очень большой натяжкой можно отнести к амёбам, споровики чётко разделяются на три типа (Microsporidia, Myxrosporidia, Sporozoa), а жгутиконосцы настолько разнообразны, что с трудом поддаются какой-либо исчерпывающей классификации. Только классификация инфузорий претерпела с тех пор менее существенные изменения.
- Была обнаружена таксономическая и филогенетическая близость между некоторыми простейшими и водорослями, например, между эвгленовыми и кинетопластидами, которые до 1980 года относили к разным классам. Ещё более парадоксальная ситуация сложилась с зелёными водорослями, ксантофитовыми и хризофитовыми, которые имеют как бесцветные формы (которых традиционно относили к простейшим, то есть животным), так и окрашенные (которых относили к водорослям, то есть растениям).
- Идеи симбиогенеза изменили представления о возникновении различных групп протистов. Например, представление о том, что первые фотосинтезирующие эукариоты возникли как симбиоз простейших с цианобактериями, стирает существенные различия в путях эволюции простейших и водорослей.

По этим причинам простейшие, водоросли и зооспоровые грибы рассматриваются как обособленная группа организмов. Представляется, что протисты являются переходными в эволюционном плане эукариотическими организмами от прокариот к другим царствам эукариот (растениям, животным и грибам), поскольку последние три царства хорошо очерчены и разграничены между собой и не имеют чёткой границы только с царством протистов. Наиболее вероятно, что они возникли в результате пищевой специализации различных групп протистов и выделения гетеротрофов (животных), автотрофов (растений) и сапрофитов (грибов).
Полностью иную классификацию предложил Т. Кавалье-Смит, основываясь на идеях внутриклеточной коэволюции.
Вероятно, классификация крупных таксонов протист будет ещё не раз претерпевать значительные изменения, особенно с учётом всё более широкого распространения методов молекулярной филогении. Накопление филогенетических данных идёт настолько стремительно, что любая предложенная в настоящее время система оказывается недолговечной.

## Экологические функции
Протисты распространены повсеместно и входят в состав всех экосистем, но активны только в водной среде. Бо́льшая часть протистов — свободноживущие организмы, но встречаются симбионты и паразиты животных и растений.
Роль протистов в жизни природы и человека весьма значительна. В водоёмах они питаются бактериями и гниющими органическими остатками, очищая воду (санитарная роль), а также сами являются пищей для многих животных, играют большую роль в почвообразовательных процессах. Обитатели толщи воды океанов — фораминиферы (с известковыми раковинами), радиолярии (с кремниевым скелетом), кокколиты (из жгутиковых, имеющих известковый панцирь) — отмирая, образуют на дне мощные отложения известковых и кремниевых пород, входящих в состав земной коры. Мел, например, состоит на 90—98 % из панцирей кокколитофорид. Ископаемые протисты используются в стратиграфии осадочных пород при определении возраста отложений, что особенно важно при поиске полезных ископаемых. Наличие среди одноклеточных протистов колониальных форм со специализированными функциями клеток позволяет предположить происхождение многоклеточных организмов от одноклеточных.
Среди протистов есть паразиты растений, животных и человека. Так, малярийный плазмодий, поселяясь в эритроцитах человека, разрушает их, вызывая тяжёлую болезнь — малярию, а дизентерийная амёба, паразитируя в клетках стенок толстого кишечника человека, приводит к появлению кровавого поноса. Такое заболевание называется амёбной дизентерией. Известна также инфузория Balantidium coli — паразит тонкой кишки человека, вызывающий заболевание балантидиаз (инфузорная дизентерия). Симптомы аналогичны амёбной дизентерии. Реснитчатые инфузории вызывают ихтиофтириоз у аквариумных рыб. Распространены и многие другие паразиты, вызывающие тяжёлые патологии человека, животных и растений.

## Общая характеристика протистов
Большинство протистов — мелкие организмы. Их средние размеры измеряются несколькими десятками микрометров. Самые мелкие протисты — внутриклеточные паразиты — достигают всего 2—4 мкм, а длина самых крупных видов, например некоторых грегарин, может достигать 1 миллиметра. Ископаемые раковинные корненожки, например нуммулиты, в диаметре достигали 5—6 см и более. Ксенофиофоры, доминирующие в глубоководном бентосе некоторых районов океана, могут достигать размеров более 10 см.
Форма тела протистов чрезвычайно разнообразна. Среди них имеются виды с непостоянной формой тела, как амёбы. Разнообразны типы симметрии у протистов. Широко распространены формы с радиальной симметрией: радиолярии (Radiolaria), солнечники (Heliozoa). Это в основном плавающие планктонные протисты. Двусторонняя симметрия наблюдается у некоторых жгутиковых, фораминифер, радиолярий. Поступательно-вращательная симметрия характерна для фораминифер со спирально закрученной раковиной. У некоторых видов наблюдается метамерия — повторяемость структур по продольной оси.
Разнообразны жизненные формы протистов, или морфоадаптивные типы. Наиболее широко распространёнными формами являются: амёбоидные, которые ведут ползающий образ жизни на различных субстратах в воде или в жидкой среде в теле хозяина; раковинные — малоподвижные бентосные формы; активно плавающие жгутиконосцы и ресничные; парящие в составе планктона радиальные, или лучистые, формы; сидячие — стебельчатые; узкотелые или плоскотелые скважники субстратов — интерстициалы, а также округлые неподвижные, покоящиеся формы (цисты, споры).
Строение клетки протистов характеризуется всеми основными признаками клеточного строения эукариот. Ультраструктура строения протистов изучена биологами благодаря использованию электронно-микроскопической техники. Разрешающие способности современного электронного микроскопа позволяют получать увеличение в 200—300 тыс. раз. Клетка протистов типична для эукариотных организмов и состоит из цитоплазмы и одного или нескольких ядер. Цитоплазма ограничена снаружи трёхслойной мембраной. Общая толщина мембраны около 7,5 нанометров. В цитоплазме протистов различают наружный, более прозрачный и плотный слой — эктоплазму и внутренний, зернистый слой — эндоплазму. В эндоплазме сосредоточены все основные органеллы клетки: ядро, митохондрии, рибосомы, лизосомы, эндоплазматическая сеть, аппарат Гольджи и др. Кроме того, у протистов имеются особые органеллы: опорные, сократительные фибриллы, пищеварительные и сократительные вакуоли и др. Ядро покрыто двухслойной мембраной с порами. Внутри ядра находится кариоплазма, в которой распределены хроматин и ядрышки. Хроматин представляет собой деспирализованные хромосомы, состоящие из ДНК и белков типа гистонов. Ядрышки подобны рибосомам и состоят из РНК и белков. Ядра протистов разнообразны по составу, форме, размерам.
У протистов можно выделить особые функциональные комплексы органелл, которые соответствуют системам органов и тканей многоклеточных. Покровные и опорные органеллы. Часть видов одноклеточных не обладает покровными и опорными структурами. Клетка таких протистов ограничена лишь мягкой цитоплазматической мембраной. Такие виды не имеют постоянной формы тела (амёбы).

### Уникальные органеллы протистов
Ряд групп протистов имеют уникальные морфологические особенности, не встречающиеся ни у каких других организмов. Такие уникальные признаки используются систематиками для установления границ таксонов. Ниже перечислены некоторые из таких признаков.
Внеклеточная цитоплазматическая сеть, формирующаяся сильно разветвлённой системой псевдоподий, сливающейся с такими же системами других клеток.
Встречается только у лабиринтул.
Гаптонема — тонкий, обычно скрученный в спираль вырост. По своему строению существенно отличается от жгутика: содержит ленту из 6—8 микротрубочек, которые окружены каналом гладкого эндоплазматического ретикулума. Микротрубочки гаптонемы обычно являются продолжением микротрубочковых корешков жгутика.
Наличие гаптонемы коррелирует с рядом других признаков: присутствием шишковидных чешуек на жгутиках, наличием на поверхности клетки крупных кокколитов, синтезируемых в диктиосомах аппарата Гольджи и отсутствием опоясывающей ламеллы в хлоропластах.
Встречается у некоторых хризофитовых и гаптофитовых (отсюда и название отдела).

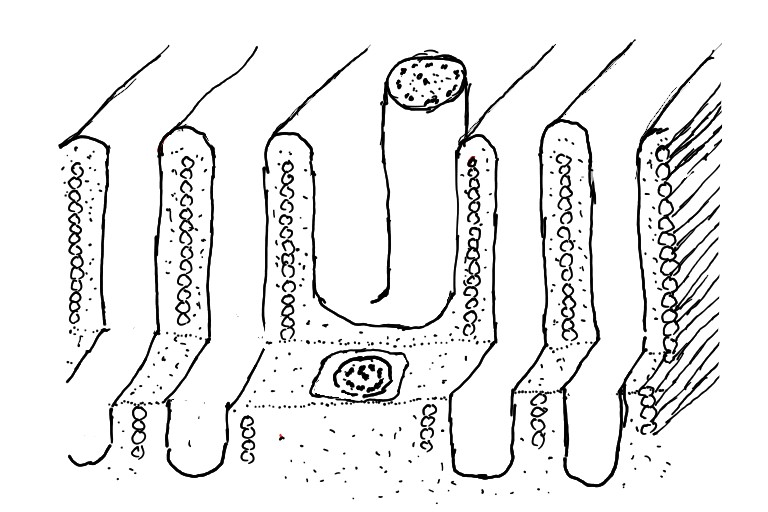
Гребенчатая тубулемма опалины

Гребенчатая тубулемма — покровы, образованные гребнями тубулеммы, укреплёнными продольными лентами микротрубочек.
Признак коррелирует с трубчатым строением крист митохондрий и присутствием двойной спирали в переходной зоне жгутиков.
Встречается у протеромонад и опалин. У грегарин также имеются гребневидные выросты на поверхности клеток, но они не снабжены лентами микротрубочек и образованы не тубулеммой, а пелликулой.
Динокарион — особый тип строения ядра. Характерен низким содержанием гистонов, в результате чего нуклеосомы в ядре не формируются, а упаковка ДНК происходит в результате многократной спирализации. Хромосомы динокариона на протяжении всего клеточного цикла находятся в конденсированном состоянии.
Признак коррелирует с другими признаками динофитовых: присутствием теки, внеядерным плевромитозом, наличием различных симбионтов.
Встречается только у динофитовых.
Оболочка из двух мембран.
Встречается у апузомонад. Временно двухмембранные оболочки образуют также микроспоридии при формировании стенки спор.
Постоянное веретено из микротрубочек сохраняется в ядре в интерфазе.
Встречается у гаплоспоридий.

## Эволюция
В эволюционном плане протисты являются группой эукариот, переходной от прокариотических организмов к эукариотам с многоклеточной организацией. Царства эукариот — животные, грибы и растения, хорошо разграничиваются между собой, но чёткой границы с протистами не имеют. Среди протистов происходило возникновение клеточных систем, которые впоследствии были использованы грибами, растениями и животными.
Предполагается, что все современные эукариоты, и протисты в том числе, имели единого предка, получившего митохондрии в результате симбиоза с аэробной протеобактерией. Гипотеза о том, что это событие привело к вымиранию всех первично амитохондриальных предков, получала название «большого митохондриального взрыва».
Учёные[кто?] считают, что саркодовые и жгутиковые — самые древние протисты. Они произошли от древних жгутиковых около 1,5 млрд лет назад. Инфузории — более высокоорганизованные животные — появились позднее.
Существование жгутиковых, имеющих хлоропласты, свидетельствует о родстве и общности происхождения простейших и одноклеточных водорослей от древнейших жгутиковых.